# Konsumpcja autonomiczna
Konsumpcja autonomiczna – wielkość wydatków na zakup dóbr (konsumpcji), która jest niezależna od dochodu. Jest to określone minimum zapewniające egzystencję. To, że jest niezależne od dochodu oznacza, że nawet przy dochodzie równym 0 utrzymuje ona stałą wartość w przeciwieństwie do konsumpcji bieżącej, która jest uzależniona od wysokości dochodu (o tym, jaka część dochodu jest konsumowana decyduje krańcowa skłonność do konsumpcji).
Łączny poziom konsumpcji jest określany przez sumę konsumpcji autonomicznej i konsumpcji bieżącej.